# Butterhof
Butterhof ist ein Wohnplatz im Ortsteil Wendemark der Gemeinde Altmärkische Wische im Landkreis Stendal in Sachsen-Anhalt.

## Geografie
Der Butterhof, ein Hof in der Wische, liegt im Nordosten des Wohnplatzes Roggehof. Butterhof liegt etwa 1,5 Kilometer südlich von Wendemark und 3,5 Kilometer südwestlich der Stadt Werben (Elbe) an der Großen Wässerung, die unweit des westlichen Elbufers bei Werben beginnt.

## Geschichte
Der Hof ist auf älteren Karten nicht beschriftet. Im Jahre 2006 wurde er im nicht öffentlichen Ortsteilverzeichnis aufgeführt, im Jahre 2008 auch im gedruckten Verzeichnis. Die erste Nennung konnte noch nicht ermittelt werden.